# Zawilec żółty
Zawilec żółty (Anemone ranunculoides L.) – gatunek byliny należący do rodziny jaskrowatych. Występuje w stanie dzikim w niemal całej Europie z wyjątkiem zachodnich i południowych krańców oraz w Azji na Kaukazie, w Azji Mniejszej i zachodniej Syberii. W Polsce rozpowszechniony, ale rzadziej spotykany od zawilca gajowego i w niektórych regionach jest rzadki, np. na północnym wschodzie, w świętokrzyskim i lubelskim.

## Morfologia
PokrójRoślina wieloletnia wysokości do 25 cm z pełzającym poziomo, ciemnobrunatnym kłączem i wzniesioną, nierozgałęzioną łodygą.
LiściePojedynczy liść odziomkowy i trzy liście łodygowe wyrastające w postaci podkwiatowego okółka. Liście te są siedzące, trójsieczne, o odcinkach trójwrębnych, na brzegu grubo i nierówno ząbkowane.
KwiatyNa szypułkach ze szczytu łodygi wyrasta zazwyczaj 1 lub 2. Płatki okwiatu, zazwyczaj w liczbie 5, od spodu słabo owłosione są żółte. Słupki i pręciki są liczne.
OwoceOwłosione, szorstkie niełupki, tworzące przewisający owoc zbiorowy.

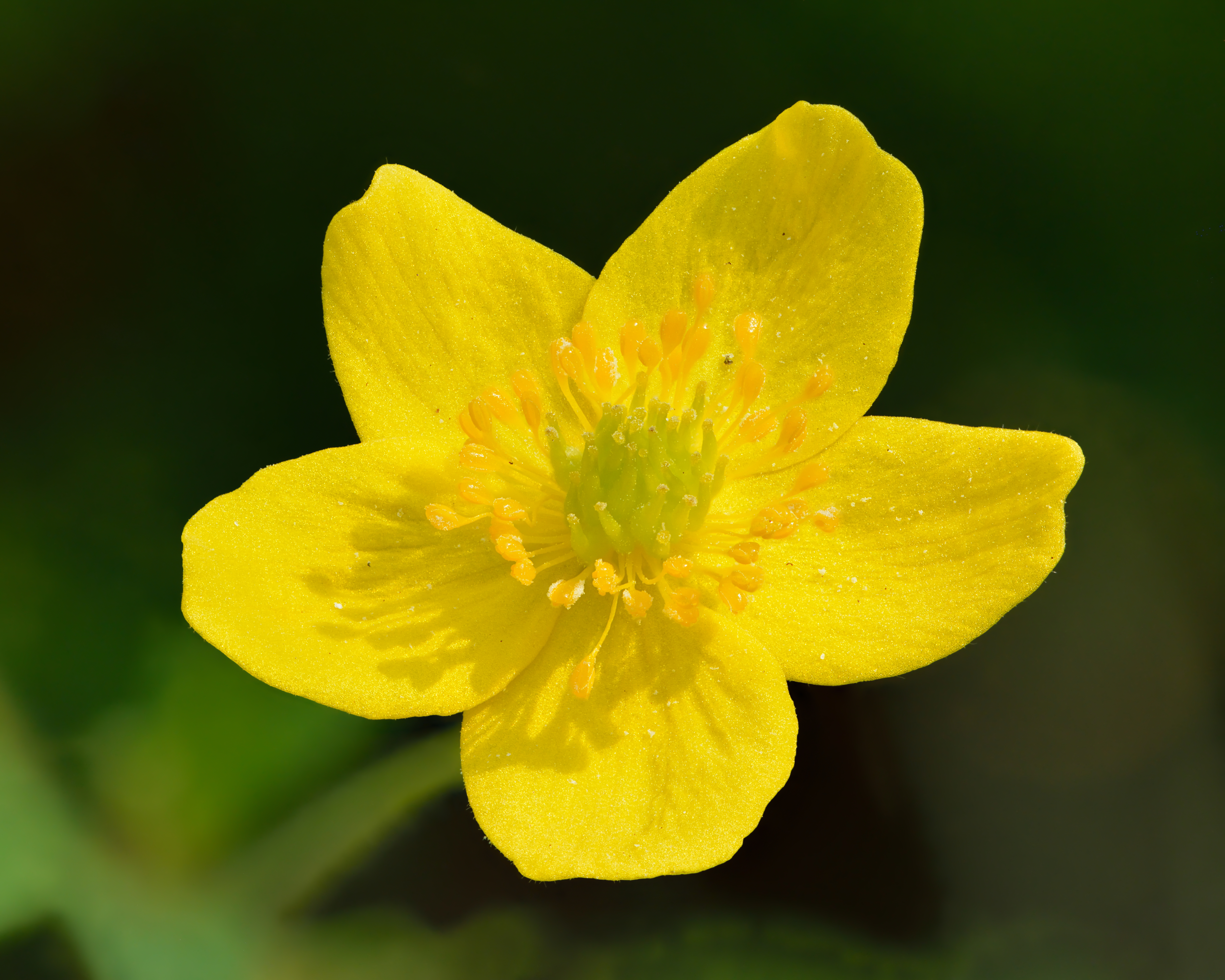
Kwiat
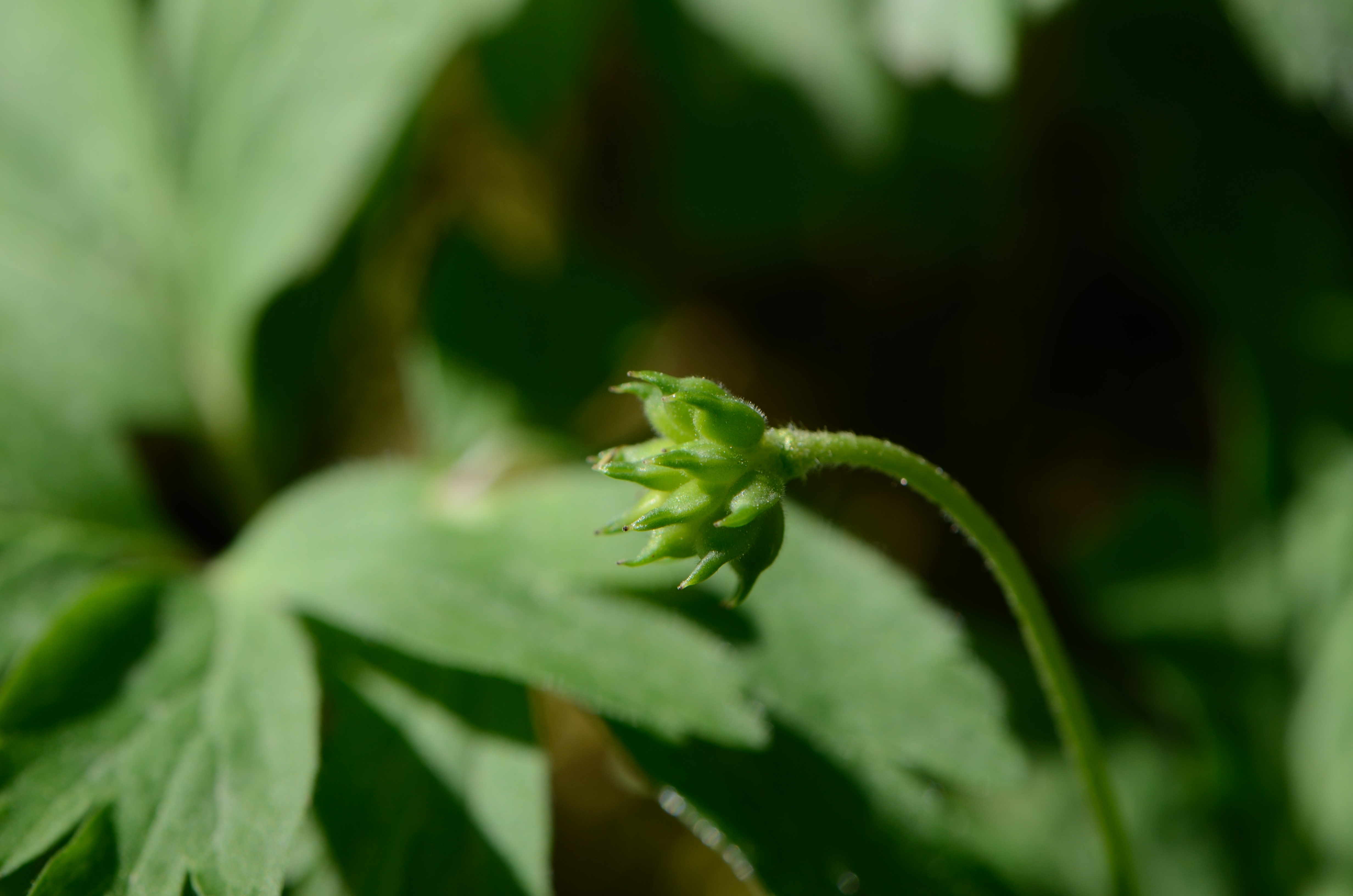
Owoce
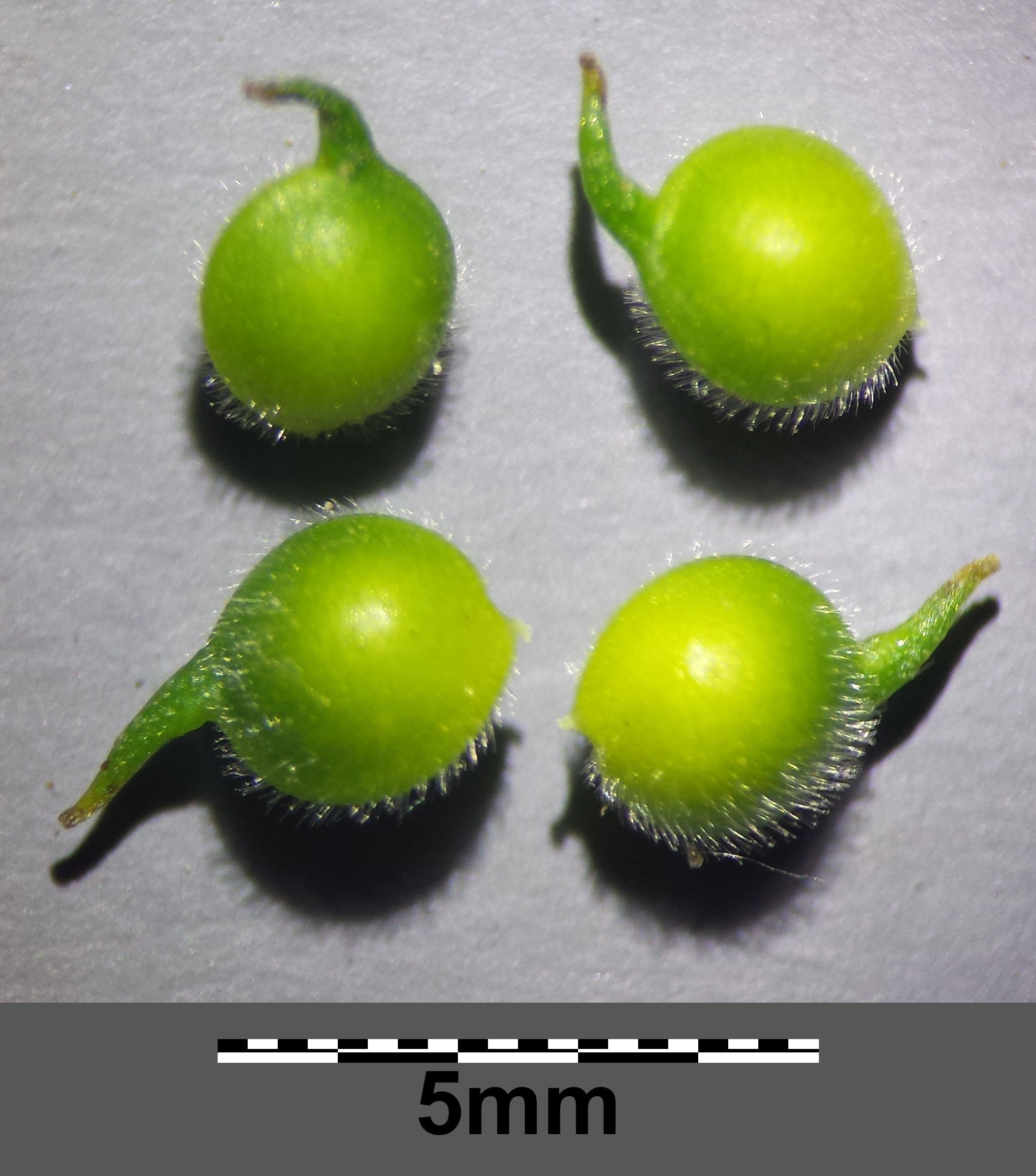
Owoce

## Biologia i ekologia

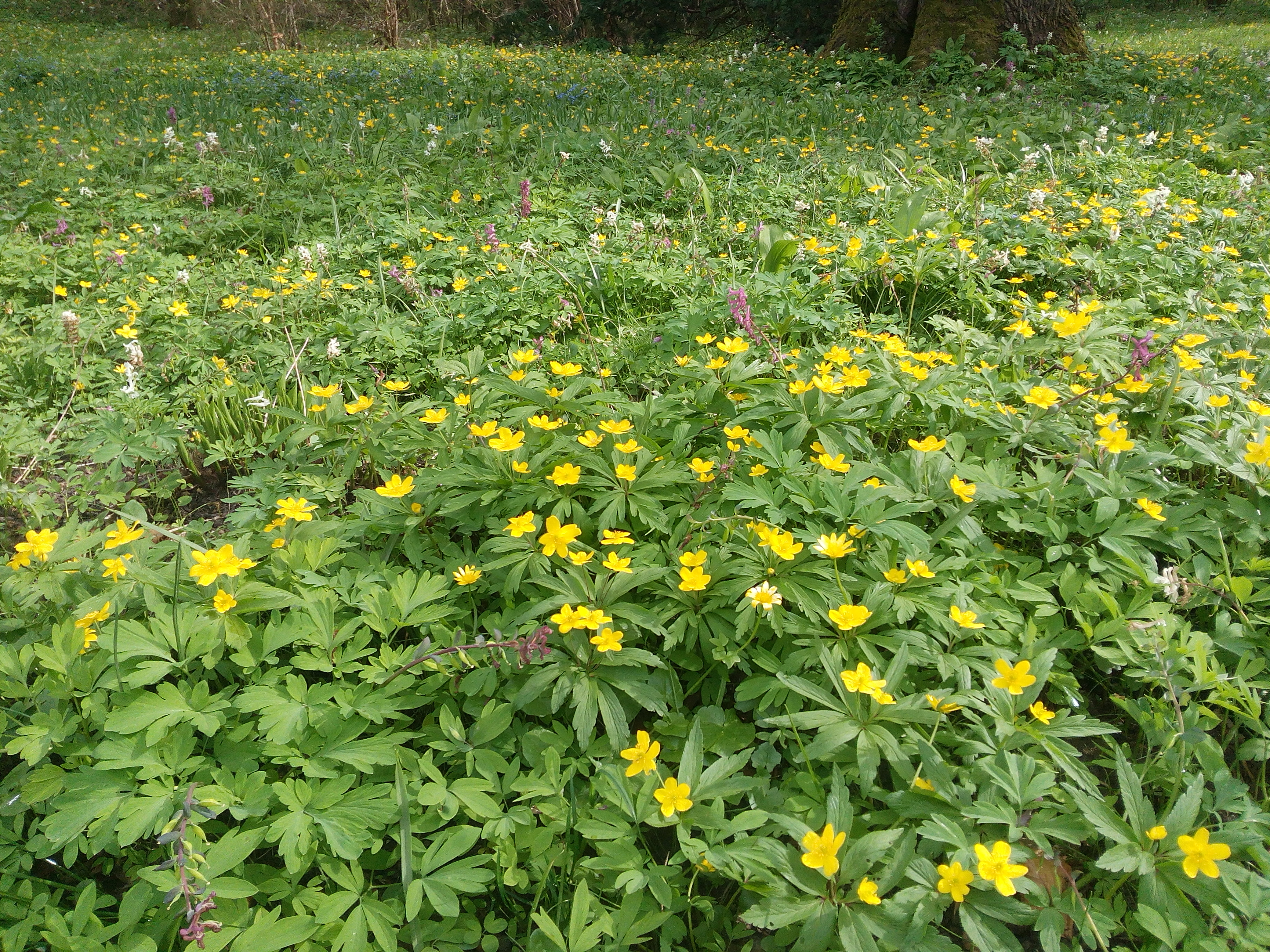
Zawilec żółty w runie leśnym

Bylina, geofit ryzomowy. Kwitnie od marca do kwietnia, rzadziej do maja. Pręciki i słupek dojrzewają równocześnie. Kwiat zapylany jest przez owady, głównie błonkówki, ale może być również samopylny. Nie wykształca miodników, ale wytwarza dużo pyłku. Kwiaty w czasie dnia obracają się za słońcem, w nocy i w czasie złej pogody zamykają się. W rozprzestrzenianiu nasion znaczący udział mają prawdopodobnie mrówki.
Rozwija się na wilgotnych glebach zasobnych w węglan wapnia. Rośnie w cienistych lasach liściastych, w zaroślach, nad strumieniami. W klasyfikacji zbiorowisk roślinnych gatunek charakterystyczny dla O. Fagetalia sylvaticae. 
Cała roślina jest lekko trująca. Jak wszystkie jaskrowate, wytwarza trujący glikozyd ranunkulinę o piekącym smaku. Działa ona drażniąco na błony śluzowe i skórę, powoduje mdłości, biegunki, krwawienia i podrażnienia skóry. Ziele zawiera także saponiny. W stanie surowym roślina jest trująca dla zwierząt, ale po wysuszeniu traci własności trujące i może być zjadana w sianie przez bydło domowe.

## Systematyka i zmienność
W obrębie gatunku poza podgatunkiem nominatywnym opisano także inne, jednak nie mają one uznanej rangi taksonomicznej i są traktowane za synonimy gatunku. Z Polski (z okolic Kwidzyna) opisano m.in. A. ranunculoides subsp. wockeana (Asch. & Graebn.) Hegi cechujący się mniejszymi rozmiarami od typu oraz silniej wcinanymi, wąskimi i ostro piłkowanymi liśćmi.
Zawilec żółty tworzy płonnego mieszańca z zawilcem gajowym, spotykanego w miejscach występowania obu gatunków rodzicielskich – zawilca lipskiego Anemone ×lipsiensis G. Beck (syn. A. ×seemenii E.A. Calmus).

## Zastosowanie i uprawa
- Roślina ozdobna, przydatna do obsadzania słonecznych skarp, tarasów oraz kamienistych rabat. Kwitnie przez długi okres od wiosny do wczesnego lata.
- Najlepiej rośnie na podłożu próchnicznym, o odczynie zasadowym i zasobnym w wodę. Można go rozmnażać z nasion, które wysiewa się zaraz po zbiorze, lub przez podział kłącza późną jesienią lub bardzo wczesną wiosną[12].